# Тумаркин, Йон
Йон Тумаркин (ивр. יון תומרקין‎; род. 27 апреля 1989 Тель-Авив, Израиль) — израильский актёр.

## Биография
Тумаркин родился в семье Наамы и знаменитого скульптора Игаля Тумаркина. Он начал сниматься в кино в конце 1990 гг. В настоящее время на его счету уже много ролей в фильмах и сериалах. Йон Тумаркин наиболее известен своей ролью вампира Лео Саш в телешоу « Сплит».
Также он снялся в нескольких кинофильмах, среди которых выделяются «Зажечь в Касбе» (Tomer; 2011), « Иерусалим» (Кevin Reed; 2015) и другие.

## Фильмография
| Год       |   | Русское название      | Оригинальное название                                   | Роль       |
| --------- | - | --------------------- | ------------------------------------------------------- | ---------- |
| 2001      | ф |                       | Shisha Million Rasisim (שישה מיליון רסיסים)             | Adam       |
| 2001—2003 | с | Дети с холма Наполеон | Napoleon Hills Kids                                     | Ido Klein  |
| 2007—2009 | с |                       | Ha-E                                                    | Dylan      |
| 2009—2012 | с | Сплит                 | Split                                                   | Лео Саш    |
| 2010      | ф |                       | 2048                                                    |            |
| 2011      | ф | Зажечь в Касбе        | Rock Ba-Casba (רוק בקסבה)                               | Tomer      |
| 2013      | ф |                       | Sassi Keshet Never Eats Falafel (ששי קשת לא אוכל פלאפל) | Ido        |
| 2013      | с |                       | Ha-Borer                                                | Nir        |
| 2014      | с |                       | The Nerd Club                                           | Oren tuna  |
| 2015      | ф | Иерусалим             | JeruZalem                                               | Kevin Reed |